# 도레이케미칼

삼성그룹 시절의 로고. 이 로고는 1995년까지 사용하였다.

도레이첨단소재 (웅진케미칼, 제일합섬, 새한, Toray Advanced Materials Korea inc.)은 차별화된 화학소재 제품을 취급하는 대한민국의 기업이다.

## 연혁
1972년 4월 제일모직 경산공장을 모태로 미쓰이, 도레이 등 일본 자본과 합작형태로 제일합섬으로 설립되었다. 1972년 4월 경산공장에 폴리에스터 혼방 직물 공장을 준공, 7월에 원면공장을 준공하였다. 1985년 7월 구미1공장 폴리에스터 원사공장을 준공하였다. 1990년 폴리프로필렌 스펀본드, 스펀덱스 공장을 준공하였으며, 1994년 국내 최초, 세계에서 미국과 일본 이후 세 번째로 역삼투 분리막 개발에 성공하였다. 1995년 구미2공장에 중합, 폴리에스터 베이스필름, 스펀본드 공장 등을 준공하였다. 1997년 구미2공장에 폴리에스터 필라멘트 공장을 준공하며, 사명을 제일합섬공업에서 새한으로 변경하였다. 그러나 1999년 자금 문제로 구조조정을 단행하여 구미2공장을 일본 도레이사와 합작 법인인 도레이새한(TSI)(현 도레이첨단소재)으로 분사(도레이 60%, 새한 40%)시켰다. 당시 삼성으로부터 계열 분리된 직후, 시장 경기 호황에 맞추어 1990년대 중분부터 구미공장에 약 1조원 가까운 대대적인 투자가 원인되었으며, 이후 섬유사업의 침체로 더욱 어려움을 겪었다. (주)새한은 2000년 워크아웃이 확정되어 재무개선 활동을 시작하였으며, 이후 7년 만인 2008년 1월 웅진그룹에 매각됨으로써 워크아웃을 졸업하고 2008년 3월 사명을 새한에서 웅진케미칼로 변경하였다. 2009년부터 5년간 다우존스 지속가능경영지수(DJSI Korea)기업으로 선정되기도 하였다.
웅진그룹 지주회사였던 웅진홀딩스가 자회사인 극동건설의 지급보증을 하였으나, 2012년 9월 건설경기의 침체로 웅진홀딩스와 극동건설이 동시에 워크아웃을 신청하였고, 웅진홀딩스는 웅진케미칼을 다시 매각하게 되었다. 2014년 2월 최종적으로 일본 도레이사의 국내 100% 자회사인 도레이첨단소재에 인수되었고, 2014년 4월 사명을 웅진케미칼에서 도레이케미칼로 변경하였다. 2019년 4월 도레이첨단소재로 합병되어 역사속으로 사라졌다.

### 삼성그룹과의 관계
삼성그룹 분가 과정에서 1995년 삼성그룹 창업주였던 고 이병철 회장의 2남인 고 이창희 회장의 몫으로 분류되어 1995년 삼성에서 분리, 새한미디어와 함께 1997년 새한그룹을 만들어 독립하였다.

### 구조 조정
2000년 (주)새한이 워크아웃에 들어가기 전 PET 필름 공장인 구미2공장을 도레이와 합작법인인 도레이새한(TSI) (현재 도레이첨단소재)으로 매각하였으며, 워크아웃 기간 중 경산공장 부지를 매각하였다. 2002년 학생복 및 유니폼 사업을 에리트베이직(주)(현재 형지엘리트)으로, 2003년 PET 사업을 새한프라텍으로 분사하였다. 2001년 2차전지사업은 새한에너테크로 분사하였다. 또한 2001년 반도체소재 사업을 이녹스로 분사하였다.
웅진케미칼 시절인 2008년 웅진코웨이(현 코웨이)에 수처리사업부문 양도하고, 필터생산부문을 양수하였으며, 2012 직물사업을 웅진텍스타일 (현 TCK텍스타일)로 분사하였다.

## 주요 제품 및 브랜드

### 원면
복합방사, 폴리머 개질, 극태 ∙ 극세화, 이형단면화 기술을 바탕으로 고기능성 섬유소재와 고감성 섬유소재를 생산하고 있다. 친환경 접착 소재인 EZBON-L과 위생자재용 소재인 EZBON-A와 산업용 보강 섬유 MINI-ESLON, 내연성 소재로 화재에 강한 ESFRON, 우수한 벌키성을 발현하는 AIRCLO 등이 있다. 신규 소재로 고탄성 친환경 홈인테리어 소재인 E-PLEX와 생분해성 소재인 ECOWAY-B, 고기능성 흡음 소재인 SAF 등 차별화된 제품을 만들고 있다.

### 원사
1982년 구미공장에서 생산을 시작하여 POY, DSD, NPY 등의 다양한 방사 설비를 보유하고 있으며, 연 7만톤의 생산 능력을 갖추고 있다. 천연섬유보다 뛰어난 기능과 감성이 부여된 차별화 섬유소재를 생산하고 있다.
친환경 제품에서 복합방사, 폴리머 개질, 극태·극세, 이형단면 등 첨단 기술을 적용한 차별화 섬유소재까지 전체의 약 70%가 고부가가치 제품으로 구성되어 있다. 신축성과 반발탄성이 뛰어난 SPY, 난연성이 부여되어 화재에 강한 ESFRON, 은은한 광택 효과와 부드러운 촉감을 가진 RAYFIL, 원사 간 접착력이 높은 EZBON 브랜드가 있다.

### 필터
5년여의 자체 연구개발 끝에 1994년 해수담수화, 초순수 제조, 폐수 재활용 등에 광범위하게 사용되는 역삼투 제품의 상업 생산에 성공하였으며, 1998년에는 마이크로 필터 제조라인을 보유함으로써 역삼투분리막(RO), 나노분리막(NF), 한외여과막(UF), 정밀필터(MF)까지 생산하며, 필터 수직 계열화를 이루었다. 브랜드로는 CSM을 이용하고 있으며, 내오염성 역삼투분리막(RO)은 폐수 재이용분야 뿐만 아니라 다양한 용도로 사용되고 있다. 이 외에 저압용, 초순순수용 및 해수담수화용 분리막을 생산하고 있다.
2014년 부산기장에 장착된 해수담수용 멤브레인은 국토부 과제로써 도레이케미칼이 개발 생산한 제품으로 알려져 있다.

### 필름
폴리머와 압출 기술을 기반으로 환경친화적인 시트, 플레이트, 필름을 생산하고 있으며, 다양한 소재로 포장재에서 산업자재, 장식재, IT소재 분야로 적용 영역을 확대하고 있다. 또한 LCD BLU용 확산판의 상용화 성공에 이어 압출인각방식의 프리즘시트를 개발, 상용화하였다.
여러 가지 소재를 이용하여 무연신 타입의 시트를 생산하고 있으며, 가공성이 높은 고투명의 포장용 시트, 친환경 PET 소재를 이용한 고광택 ∙ 고경도의 데코시트 MIOLZE, 투명성과 열성형이 뛰어난 PET 플레이트, 충격강도와 내열성이 우수한 PC 플레이트 GLACEL도 생산하고 있다. 아울러 LCD TV용 확산판 LUMICEL, 국내 최초 압출 인각방식으로 개발한 프리즘시트 LUMISM 등이 브랜드이다.

### 아라미드섬유
메타계 아라미드 섬유인 ARAWIN(아라윈)은 물리적, 화학적 성질이 뛰어나 우수한 내열성 및 인장 강도, 전기적 절연성을 지닌 슈퍼 섬유이다. 세계에서 두 번째로 '건식방사공법'으로 생산되는 ARAWIN은 제품단위별 품질이 균일하고 전기 절연성이 뛰어난 것이 특징이다. 아라미드 섬유는 고유의 내열성으로 내열 집진기에 사용되는 필터 백, 산업용 필터 및 보호복, 소방복 등 다양한 분야에 사용되며, 우수한 형태 안정성으로 자동차용 내열 보호재, 음향 기기의 소재로도 사용된다.